# مارك بانكر
مارك بانكر (بالإنجليزية: Mark Bunker)‏ هو مصور وصحفي أمريكي، ولد في القرن العشرين في أوشكوش في الولايات المتحدة.

## وصلات خارجية
- الموقع الرسمي